# Bob Burnquist
Bob Burnquist (Rio de Janeiro, 1976. október 10. –) svéd származású amerikai-brazil gördeszkázó. 11 évesen kezdett gördeszkázni, felnőttként Amerikába költözött és felvette az állampolgárságot. 52 X Games-rendezvényen 26 érmet nyert.